# Куртеанка (Арђеш)
Куртеанка (рум. Curteanca) насеље је у Румунији у округу Арђеш у општини Бузоешти. Oпштина се налази на надморској висини од 215 m.

## Становништво
Према подацима из 2002. године у насељу је живело 378 становника, од којих су сви румунске националности.